# 普卢朗
普卢朗（法語：Plourhan，法語發音：[pluʁɑ̃]）是法国阿摩尔滨海省的一个市镇，位于该省北部，属于圣布里厄区。

## 地理
普卢朗（48°37'50"N, 2°52'18"W）面积17.24 平方千米，位于法国布列塔尼大區阿摩尔滨海省，该省份为法国西北部沿海省份，位于布列塔尼半岛北部，北濒大西洋英吉利海峡，西接菲尼斯泰尔省，南至莫尔比昂省，东临伊勒-维莱讷省。
与普卢朗接壤的市镇（或旧市镇、城区）包括：圣凯波特里约、特雷沃讷克、滨海比尼克埃塔布勒、朗蒂克、普莱吉安、普卢阿。

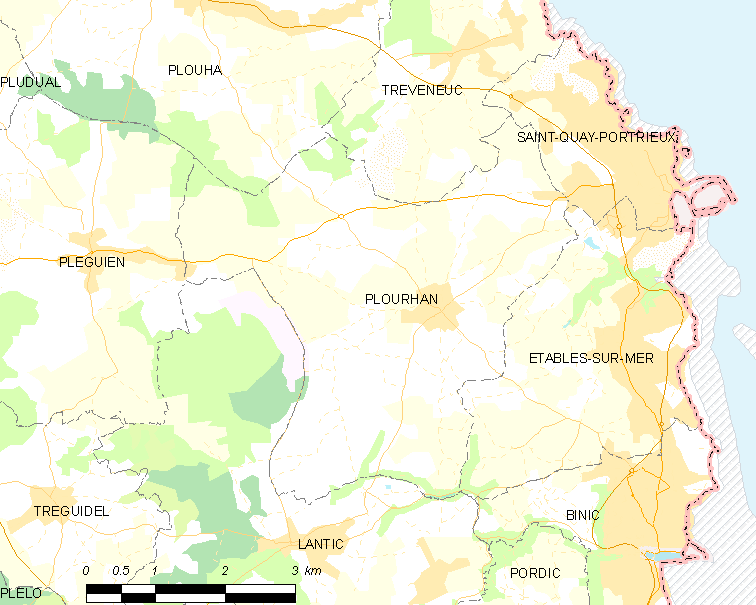
普卢朗的OSM定位图

普卢朗的时区为UTC+01:00、UTC+02:00（夏令时）。

## 行政
普卢朗的邮政编码为22410，INSEE市镇编码为22232。

## 政治
普卢朗所属的省级选区为普卢阿县。

## 人口

1962-2008年间普卢朗人口变化图示

普卢朗于2022年1月1日时的人口数量为2137人。